# أحمد شفيق كامل
أحمد شفيق كامل (9 يونيو 1929 - 31 أغسطس 2008) من أشهر شعراء الأغنية العرب في القرن العشرين ألف أشهر الأغاني لأم كلثوم مثل أنت عمري، أمل حياتي، الحب كله، ليلة حب، لقب بشاعر الهرمين لأنه كتب أغاني كوكب الشرق التي لحنها موسيقار الاجيال محمد عبد الوهاب ولقب أيضا بشاعر لقاء السحاب الذي جمع كوكب الشرق بمحمد عبد الوهاب.
جمع الرئيس جمال عبد الناصر أم كلثوم والموسيقار محمد عبد الوهاب وطلب منهما أن يتعاونا في عمل فني ومن المعروف أن أم كلثوم وعبد الوهاب كانا على خلاف في فترة الثلاثينات والأربعينات وذلك بسبب التنافس على قمة الطرب حتى اعتزل عبد الوهاب الغناء وتفرغ للتلحين. عندئذ ذهب عبد الوهاب إلى مكتبه وأخرج أغنية أنت عمرى لأحمد شفيق كامل التي ظلت حبيسة في درج عبد الوهاب لمدة خمس سنوات.
توالت الأعمال بينهما منها 3 أغان من تأليف أحمد شفيق كامل، وتلحين محمد عبد الوهاب وهي:إنت عمري عام 1964، وأمل حياتى عام 1965، وليلة حب عام 1973، وهناك أغنية رابعة غنتها أم كلثوم من كلماته وهي «الحب كله» عام 1971 وقد لحنها بليغ حمدي.
من أشهر ما كتب – عاطفيا - أيضا «كلمة عتاب» التي لحنها الموسيقار فريد الأطرش للسيدة أم كلثوم، ولكنهما لم يتفقا على إتمام العمل، فغنتها وردة الجزائرية بعد وفاة فريد الأطرش، حيث قام الموسيقار بليغ حمدي بوضع مقدمة موسيقية لها من ألحان سابقة لفريد، وأضاف مقطعا من ألحانه هو.  وأيضا كتب أحمد شفيق كامل أغنية «ذكريات» التي غناها عبد الحليم.
كتب نحو مائة أغنية عاطفية ووطنية سياسية، على امتداد زمن المد المعرفي والثقافي والفني الذهبي.

## قصائدة الوطنية المغنـّاة
كتب كلمات نشيد وطني الأكبر والذي حشد فيه الملحن عبد الوهاب عدة مطربين وهو أول نشيد عربي يجتمع فيه ذلك العدد من نجوم الغناء العربي في تلك الفترة: كعبد الحليم حافظ، نجاة، شادية، فايدة كامل، صباح، وردة، نجاح سلام. وكتب أغنيات وطنية أخرى شهيرة مثل: «حكاية شعب» التي تتحدث عن قصة بناء السد العالي التي غناها عبد الحليم حافظ، و«خلي السلاح صاحي» التي غناها – أيضا – عبد الحليم حافظ بعد حرب 73 وبدء الدخول في مفاوضات السلام المصرية الإسرائيلية.

## اعتزاله كتابة الأغنيات العاطفية
خلال العقود الثلاثة الأخيرة من حياته، انصرف تماما إلى كتابة الأغاني الدينية، وقيل أن للشيخ متولي الشعراوي تأثير في هذا التحول.

## ديوانه أنت عمري
جمع العديد من قصائده وغنائياته الشهيرة في ديوان باسم «أنت عمري» صدر عن هيئة الكتاب بمصر، بدفع وإلحاح من صديقه الروائي الكبير خيري شلبي الذي كتب للديوان مقدمة بالغة العذوبة، وخرج الديوان في عدة طبعات متعاقبة سرعان ما نفذت من سوق الكتاب (أواخر 2006 ومطلع 2007).